# Монро (округ, Джорджія)
Шаблон:StateAbbr_ 33°01′ пн. ш. 83°55′ зх. д. / 33.01° пн. ш. 83.91° зх. д.
Округ Монро (англ. Monroe County) — округ (графство) у штаті Джорджія, США. Ідентифікатор округу 13207.

## Історія
Округ утворений 1826 року.

## Демографія
За даними перепису
2000 року
загальне населення округу становило 21757 осіб, зокрема міського населення було 5276, а сільського — 16481.
Серед мешканців округу чоловіків було 10845, а жінок — 10912. В окрузі було 7719 домогосподарств, 6009 родин, які мешкали в 8425 будинках.
Середній розмір родини становив 3,12.
Віковий розподіл населення поданий у таблиці:
| Стать    | До 15 років | 15-21 | 22-29 | 30-39 | 40-49 | 50-65 | 65-85 | Понад 85 |
| -------- | ----------- | ----- | ----- | ----- | ----- | ----- | ----- | -------- |
| Чоловіки | 2415        | 1126  | 1069  | 1620  | 1862  | 1843  | 843   | 67       |
| Жінки    | 2282        | 995   | 985   | 1696  | 1838  | 1775  | 1159  | 182      |

## Суміжні округи
- Баттс — північ
- Джеспер — північний схід
- Джонс — схід
- Бібб — південний схід
- Кроуфорд — південь
- Апсон — південний захід
- Ламар — захід

## Виноски
1. ↑  U.S. Decennial Census. United States Census Bureau. Архів оригіналу за 19 липня 2018. Процитовано 24 червня 2014.
2. ↑  Historical Census Browser. University of Virginia Library. Архів оригіналу за 11 серпня 2012. Процитовано 24 червня 2014.
3. ↑  Population of Counties by Decennial Census: 1900 to 1990. United States Census Bureau. Архів оригіналу за 2 лютого 2019. Процитовано 24 червня 2014.
4. ↑  Census 2000 PHC-T-4. Ranking Tables for Counties: 1990 and 2000 (PDF). United States Census Bureau. Архів оригіналу (PDF) за 18 грудня 2014. Процитовано 24 червня 2014.
5. ↑  State & County QuickFacts. United States Census Bureau. Архів оригіналу за 7 червня 2011. Процитовано 16 лютого 2014.(англ.) Наведено за англійською вікіпедією.
6. ↑  American FactFinder. Бюро перепису населення США. Архів оригіналу за 26 лютого 2012. Процитовано 31 січня 2008.

| США | Це незавершена стаття з географії США. Ви можете допомогти проєкту, виправивши або дописавши її. |